# 1922 en Colombie-Britannique
Chronologie de la Colombie-Britannique
- 1918
- 1919
- 1920
- 1921
- 1922
- 1923
- 1924
- 1925
- 1926

Cette page concerne des événements qui se sont produits durant l'année 1922 dans la province canadienne de Colombie-Britannique.

## Politique
- Premier ministre : John Oliver.
- Chef de l'Opposition :  William John Bowser
- Lieutenant-gouverneur : Walter Cameron Nichol
- Législature :

## Événements
- Fin de la Saison 1921-1922 de la LNH. Les St-Patricks de Toronto remportent la Coupe Stanley contre les Millionnaires de Vancouver.
- Les Cougars de Victoria (PCHA) remplacent les Aristocrats de Victoria.